# Neoastelia
Neoastelia, monotipski biljni rod iz porodice astelijevki. Jedina vrsta je N. spectabilis, hemikriptofit iz Novog Južnog Walesa.
Rod je opisan 1987.